# Jean Méry
Pour les articles homonymes, voir Méry.
Jean Méry est un chirurgien français, membre de l'Académie royale des sciences dans la section d'anatomie, né à Vatan le 6 janvier 1645, et mort à Paris le 3 novembre 1722 .

## Biographie
Il est le fils de Jean Méry, maître chirurgien dans le Berry, et Jeanne Moret.
Il a commencé des études classiques mais s'en est rapidement détaché pour s'intéresser à la chirurgie qui lui a d'abord été enseignée par son père. À 18 ans il est venu à Paris pour s'instruire à l'Hôtel-Dieu qui était alors la meilleure école de chirurgie. Il lui est arrivé de dérober des cadavres pour en faire l'autopsie dans son lit.
En 1681, à la demande de Guillaume Lamy (ou Lami), docteur en médecine, il a fait une description de l'oreille pour la seconde édition de son livre, Explication mécanique et physique des fonctions de l'âme sensitive, ou Des sens, des passions et du mouvement volontaire. Discours sur la génération du lait. Dissertation contre la nouvelle opinion, qui prétend que tous les animaux sont engendrés d'un œuf. Réponse aux raisons par lesquelles le sieur Galatheau prétend établir l'empire de l'homme sur tout l'univers, avec une addition curieuse (lire en ligne). Pour faire cette description, il a fait de nombreuses dissections sur des sujets de différents âges qui ont été décrites avec une grande clarté avec des figures bien gravées. Il fait plusieurs découvertes.
Sa réputation étant établie, il démissionne de l'Hôtel-Dieu en 1681 et est reçu maître chirurgien à la fin de l'année et est nommé chirurgien de la reine Marie-Thérèse. On ne sait pas quel rôle a joué Jean Méry au moment de la mort de Marie-Thérèse, en 1683.
En 1683, il est nommé chirurgien-major des Invalides. Il a conservé ce poste jusqu'en 1707 quand il est remplacé par Morand le 12 août 1707.
Il est nommé chirurgien du duc de Bourgogne en 1684 et il est demandé auprès de la reine du Portugal. À son retour du Portugal, il est nommé membre comme anatomiste à l'Académie royale des sciences le 19 avril 1684.
Alors qu'il n'avait pas présenté sa candidature, il est nommé premier chirurgien de l'Hôtel-Dieu en 1700. Il y a alors fait construire un amphithéâtre pour enseigner aux élèves l'anatomie et la chirurgie. Cet amphithéâtre est cité dans les registres de l'Hôtel-Dieu en 1703. Jean Méry a alors plus de 100 chirurgiens externes inscrits dans son service. Il a alors essayé de combler par des conférences les lacunes existant dans l'enseignement de l'anatomie et la chirurgie.
En 1692 il est envoyé en mission en Angleterre.
L'essentiel de ses travaux sont décrits dans les Mémoires de l'Académie royale des sciences. Il a assisté pendant 36 ans à toutes les séances de l'Académie. En dehors des écrits dans les Mémoires, il n'a rédigé que deux publications sur la taille et la circulation du sang chez le fœtus.
Il a choisi comme élèves de jeunes médecins, comme Rouhault, Helvétius, Winslow, ... Le médecin anglais Martin Lister est venu le visiter et a décrit son cabinet quand il l'a vu en 1698.
Jean Méry n'a pas toujours reconnu ses erreurs car elles étaient en litige, mais il les a reconnues quand elles ont été établies. Sa recherche de la vérité l'a souvent conduit à avoir des propos excessifs. Il a souvent été trompé par les idées physiologiques de l'époque et au rôle qu'on attribuait aux esprits animaux.
Il s'est ainsi trompé sur le système de la fécondation de la femme par les ovules, il attribue l'érection de la verge à l'action de fibres musculaires, il commet des erreurs de dissection et d'interprétation sur l'œil. Jean Méry ne pouvait admettre que l'homme se forme d'un œuf comme le poulet.
La partie la plus considérable de l'œuvre anatomique et physiologique de Jean Méry concerne la circulation du fœtus.

## Publication
- Observations sur la manière de tailler dans les deux sexes pour l'extraction de la pierre, pratiquée par Frère Jacques et Nouveau système de circulation du sang par le trou ovale dans le fœtus humain, avec les réponses aux objections qui ont été faites contre cette hypothèse, chez Jean Boudot, Paris, 1700 (lire en ligne)

## Mémoires de l'Académie royale des sciences
- De la manière dont la circulation du sang se fait dans le fœtus, dans Mémoires de l'Académie royale des sciences depuis 1666 jusqu'en 1699, La Compagnie des libraires, Paris, 1730, tome 10, p. 65-67 (lire en ligne)
- Pour quoi le fœtus et le fœtus vivent très longtemps sans respirer, dans Mémoires de l'Académie royale des sciences depuis 1666 jusqu'en 1699, La Compagnie des libraires, Paris, 1730, tome 10, p. 271-275 (lire en ligne)
- Observation de deux fœtusenfermez dans une même enveloppe, dans Mémoires de l'Académie royale des sciences depuis 1666 jusqu'en 1699, La Compagnie des libraires, Paris, 1730, tome 10, p. 324-325 (lire en ligne)
- Pourquoi la respiration est nécessaire pour entretenir la vie de l'Homme depuis qu'il est sorti du sein de sa mère, & même lorsqu'il y est encore enfermé, & qu'au contraire la tortue peut vivre très longtemps sans respirer, dans Mémoires de l'Académie royale des sciences depuis 1666 jusqu'en 1699, La Compagnie des libraires, Paris, 1730, tome 10, p. 386-397 (lire en ligne)
- Observations sur la Peau du Pélican, dans Mémoires de l'Académie royale des sciences depuis 1666 jusqu'en 1699, La Compagnie des libraires, Paris, 1730, tome 10, p. 433-438 (lire en ligne)
- Observations anatomiques faites par M. Mery de l'Académie Royale des Sciences, & chirurgien major des Invalides, dans Mémoires de l'Académie royale des sciences depuis 1666 jusqu'en 1699, La Compagnie des libraires, Paris, 1730, tome 10, p. 656-657 (lire en ligne)
- Observation faite dans l'Hôtel Royal des Invalides, sur le corps d'un Soldat mort à l'âge de 72 ans, dans Mémoires de l'Académie royale des sciences depuis 1666 jusqu'en 1699, La Compagnie des libraires, Paris, 1730, tome 10, p. 731-733 (lire en ligne)

## Histoire de l'Académie royale des sciences
- Sur la peau de la grenouille, 1684, dans Histoire de l'Académie royale des sciences depuis son établissement en 1666 jusqu'à 1686, chez Gabriel Martin, Paris, 1733, tome 1, p. 259-260 (lire en ligne)
- Diverses observations anatomiques, 1684, dans Histoire de l'Académie royale des sciences depuis son établissement en 1666 jusqu'à 1686, chez Gabriel Martin, Paris, 1733, tome 1, p. 260-261 (lire en ligne)
- Diverses observations anatomiques, 1685, dans Histoire de l'Académie royale des sciences depuis son établissement en 1666 jusqu'à 1686, chez Gabriel Martin, Paris, 1733, tome 1, p. 277-278 (lire en ligne)
- Question physique : S'il est vrai que l'air qui entre dans les vaisseaux sanguins par le moyen de la respiration, s'échappe par les vapeurs & les sueurs, par les pores insensibles de la peau, dans Histoire de l'Académie royale des sciences - 1700, chez Gabriel Martin, Paris, 1761, p. 217-223 (lire en ligne)
- MERY, dans Table générale des matières contenues dans l'"Histoire" et dans les "Mémoires de l'Académie royale des sciences", La Compagnie des libraires, Paris, 1734, tome 1, (1666-1698), p. 210-212 (lire en ligne)
- MERY, dans Table générale des matières contenues dans l'"Histoire" et dans les "Mémoires de l'Académie royale des sciences", La Compagnie des libraires, Paris, 1729, tome 2, (1699-1710), p. 416-419 (lire en ligne)
- MERY, dans Table générale des matières contenues dans l'"Histoire" et dans les "Mémoires de l'Académie royale des sciences", La Compagnie des libraires, Paris, 1731, tome 3, (1711-1720), p. 229-230 (lire en ligne)
- MERY, dans Table générale des matières contenues dans l'"Histoire" et dans les "Mémoires de l'Académie royale des sciences", La Compagnie des libraires, Paris, 1734, tome 4, (1721-1730), p. 223-224 (lire en ligne)